# Кампо-де-Гибралтар
Кампо-де-Гибралтар (исп. Campo de Gibraltar — «Окрестности Гибралтара») — район (комарка) в Испании, входит в провинцию Кадис в составе автономного сообщества Андалусия. Расположенный на самом юге Андалусии, район обязан своим названием Гибралтарской скале, которая видна из любой точки комарки. Это самые южные земли не только Пиренейского полуострова, но и континентальной Европы в целом.

## Муниципалитеты
| Муниципалитет             | Население | Площадь, км² | Плотность населения чел./км² |
| ------------------------- | --------- | ------------ | ---------------------------- |
| Альхесирас                | 112 937   | 86           | 1313,22                      |
| Лос-Барриос               | 20 871    | 332          | 62,86                        |
| Кастельяр-де-ла-Фронтера  | 2943      | 179          | 16,44                        |
| Химена-де-ла-Фронтера     | 9893      | 347          | 28,51                        |
| Ла-Линеа-де-ла-Консепсьон | 63 026    | 26           | 2424,08                      |
| Сан-Роке                  | 26 569    | 140          | 189,78                       |
| Тарифа                    | 17 478    | 419          | 41,71                        |